# Carcaboso
Carcaboso és un municipi espanyol de la província de Càceres, Comunitat Autònoma d'Extremadura, que comprèn el poble del mateix nom, el poblat de colonització Valderrosas i un petit terme municipal en què es troben cases aïllades, assecadors i finques.
Aquest municipi se situa al Nord-est de la comarca de les Vegas del Alagón, entre Montehermoso i Plasència. Pel municipi passen el riu Jerte i la Via de la Plata, conservant restes romanes costat de l'església parroquial de la localitat. El poble de Carcaboso va ser fundat al segle xiii com a llogaret del Senyoriu de Galisteo.
Té una àrea de 20,3 km² amb una població de 1.137 habitants i una densitat de 47,88 hab / km².

## Geografia

### Límits del terme municipal
El terme municipal de Carcaboso, amb una àrea de 20,3 km², limita amb:
- Valdeobispo al nord i oest.
- Galisteo i Aldehuela de Jerte al sud.
- Plasència a l'est.

### Hidrografia
El curs d'aigua més important de Carcaboso és el riu Jerte, que travessa l'est del terme municipal i passa molt a prop del poble. Totes les aigües del poble van a parar a aquest riu.
Els rierols més importants del poble són els de Valdeherrero, de Respinga, Vertiente i de Corrales.

## Etimologia
El nom Carcaboso procedeix de la paraula xaragall (cárcava en espanyol), que significa foia o rasa produïda per les avingudes d'aigua, que per haver moltes en aquest poble li van imposar el nom de Carcaboso. L'origen etimològic de la paraula fa que puguem veure en alguns documents la paraula escrita amb "v" Carcavoso.